# 布兰奇·贝克
布兰奇·贝克（英語：Blanche Baker，1956年12月20日—），女，美国演员。曾获得黄金时段艾美奖迷你影集／电视电影最佳女配角。